# Rizovoúni (ort i Grekland, Thessalien)
Rizovoúni är en ort i Grekland.   Den ligger i prefekturen Nomós Kardhítsas och regionen Thessalien, i den centrala delen av landet, 230 km nordväst om huvudstaden Aten. Rizovoúni ligger 96 meter över havet och antalet invånare är 501.
Terrängen runt Rizovoúni är huvudsakligen platt, men åt sydväst är den kuperad. Runt Rizovoúni är det tätbefolkat, med 276 invånare per kvadratkilometer. Närmaste större samhälle är Trikala, 15,4 km nordväst om Rizovoúni. Trakten runt Rizovoúni består till största delen av jordbruksmark.